# Li Chunhua
Li Chunhua (Jiangxi, 1984) es una deportista china que compitió en escalada. Ganó una medalla de bronce en el Campeonato Mundial de Escalada de 2009, en la prueba de velocidad.

## Palmarés internacional
| Campeonato Mundial | Campeonato Mundial | Campeonato Mundial | Campeonato Mundial |
| Año                | Lugar              | Medalla            | Prueba             |
| ------------------ | ------------------ | ------------------ | ------------------ |
| 2009               | Xining (China)     | Medalla de bronce  | Velocidad          |